# Porcellio herminiensis
Porcellio herminiensis är en kräftdjursart som beskrevs av Albert Vandel 1945. Porcellio herminiensis ingår i släktet Porcellio och familjen Porcellionidae. Inga underarter finns listade i Catalogue of Life.